# ESPN NBA Hangtime '95
ESPN NBA Hangtime '95 est un jeu vidéo de basket-ball sorti en 1994 sur Mega-CD. Le jeu a été développé par SCEE et édité par Sony Imagesoft.